# Eubostrichus phalacrus
Eubostrichus phalacrus är en rundmaskart som beskrevs av Richard Greeff 1869. Eubostrichus phalacrus ingår i släktet Eubostrichus och familjen Desmodoridae. Inga underarter finns listade i Catalogue of Life.